# 이즈미 마사노부
이즈미 마사노부(일본어: 泉 政伸, 1944년 4월 8일 ~ )는 일본의 전 축구 선수이다.

## 국가대표팀 경력
그는 1965년 3월25일 싱가포르과의 경기에서 일본 국가대표팀에 데뷔했다.

## 통계
| 일본 | 일본 | 일본 |
| 연도 | 출전 | 득점 |
| ---- | ---- | ---- |
| 1965 | 1    | 0    |
| 통산 | 1    | 0    |